# Sean Bean
Shaun Mark Bean (Sheffield, Inglaterra, 17 de abril de 1959), conocido como Sean Bean, es un actor de cine y televisión británico, célebre mundialmente por su personaje Boromir en la trilogía cinematográfica de El Señor de los Anillos, y por su personaje Eddard Stark en la serie de televisión Juego de tronos, en HBO.

## Trayectoria profesional

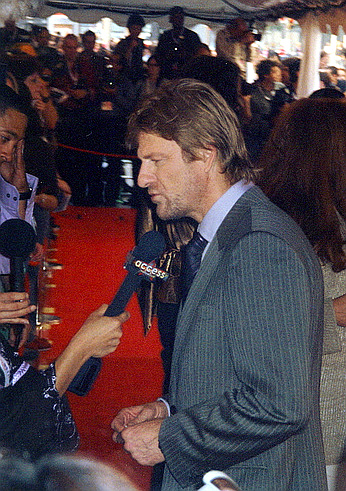
Sean Bean, en el estreno de la película North Country, en el 2005, en el Festival Internacional de Cine de Toronto.

Bean se dio a conocer por su trabajo en el filme de Mike Figgis Lunes tormentoso (1988), donde destacaba en un reparto integrado por Sting y Melanie Griffith en los papeles principales. Otras interpretaciones destacables, en su mayor parte como villano, son la de un terrorista irlandés en la película de 1992 Juego de patriotas, el papel del agente del MI6 Alec Trevelyan en la película de la serie Bond, GoldenEye (1995), un codicioso hombre de negocios en National Treasure (2004), aunque no solo ha tenido actuaciones como malvado; es el protagonista de las diversas adaptaciones al cine de las novelas de Bernard Cornwell, interpretando a Richard Sharpe, un fusilero británico en las guerras napoleónicas, papel para el cual retuvo su acento de Yorkshire. También ha participado en películas como Troya (donde interpretaba el papel de Odiseo), Rōnin, La isla (2005), Silent Hill (2006) o The Hitcher (2007, junto a Sophia Bush), y ha hecho de Zeus en Percy Jackson y el ladrón del rayo (2010). En 2006 prestó su voz para el videojuego The Elder Scrolls IV: Oblivion, de Bethesda Softworks, como el emperador Martin Septim, y en 2016 para el videojuego Civilization VI y sus expansiones, de Firaxis Games, como el narrador.
Prestó su voz a un "objetivo escurridizo" llamado Mark Faba, en el videojuego Hitman 2. El apellido del personaje hace referencia al apellido del actor, Bean, que en español significa haba ("faba" significa "haba" en latín, asturiano y otros idiomas romances). 
Resulta ya casi un lugar común y fuente de múltiples bromas y parodias el hecho de que sea muy habitual que los personajes que interpreta Bean mueran en la pantalla. Los casos más conocidos son los de Boromir, en El Señor de los Anillos: la Comunidad del Anillo, y de Eddard Stark, en Juego de tronos, pero, hasta el año 2012, era posible contabilizar hasta veinte «fallecimientos» ante la cámara. Él mismo llegó a bromear sobre el asunto con su interpretación en Mirror Mirror.

## Plano personal
Ha estado casado en cinco ocasiones y de esas relaciones han nacido tres hijas. Durante un tiempo se le relacionó con la modelo erótica April Summers. Considera a Viggo Mortensen como uno de sus mejores y más cercanos amigos.[cita requerida]

## Filmografía

### Cine
| Cine | Cine                                               | Cine                                             | Cine                          | Cine                     | Cine |
| Año  | Título                                             | Título                                           | Rol                           | Director                 |      |
| Año  | Título original                                    | Título en España                                 | Rol                           | Director                 |      |
| ---- | -------------------------------------------------- | ------------------------------------------------ | ----------------------------- | ------------------------ | ---- |
| 1984 | Winter Flight                                      | n/c                                              | Hooker                        | Roy Battersby            |      |
| 1986 | Caravaggio                                         | Caravaggio                                       | Ranuccio                      | Derek Jarman             |      |
| 1988 | Stormy Monday                                      | Lunes tormentoso                                 | Brendan                       | Mike Figgis              |      |
| 1989 | How to Get Ahead in Advertising                    | n/c                                              | Larry Frisk                   | Bruce Robinson           |      |
| 1989 | The Fifteen Streets                                | Catherine Cookson: Las quince calles             | Dominic O'Brien               | David Wheatley           |      |
| 1989 | War Requiem                                        | War Requiem                                      | Soldado alemán                | Derek Jarman             |      |
| 1990 | Windprints                                         | Vientos de sangre                                | Anton                         | David Wicht              |      |
| 1990 | The Field                                          | The Field                                        | Tadgh McCabe                  | Jim Sheridan             |      |
| 1992 | Patriot Games                                      | Juego de patriotas                               | Sean Miller                   | Phillip Noyce            |      |
| 1994 | Shopping                                           | Shopping: De Tiendas                             | Vendedor                      | Paul W. S. Anderson      |      |
| 1994 | Black Beauty                                       | Un caballo llamado Furia                         | Farmer Grey                   | Caroline Thompson        |      |
| 1995 | GoldenEye                                          | GoldenEye                                        | Alec Trevelyan / Janus        | Martin Campbell          |      |
| 1996 | When Saturday Comes                                | Cuando llega el sábado                           | Jimmy Muir                    | Maria Giese              |      |
| 1997 | Anna Karenina                                      | Anna Karenina                                    | Vronsky                       | Bernard Rose             |      |
| 1998 | Ronin                                              | Ronin                                            | Spence                        | John Frankenheimer       |      |
| 1998 | Airborne                                           | Airborne                                         | Dave Toombs                   | Julian Grant             |      |
| 2000 | Essex Boys                                         | Essex Boys                                       | Jason Locke                   | Terry Winsor             |      |
| 2001 | The Lord of the Rings: The Fellowship of the Ring  | El Señor de los Anillos: la Comunidad del Anillo | Boromir                       | Peter Jackson            |      |
| 2001 | Don't Say a Word                                   | Ni una palabra                                   | Patrick Koster                | Gary Fleder              |      |
| 2002 | The Lord of the Rings: The Two Towers              | El Señor de los Anillos: las dos torres          | Boromir                       | Peter Jackson            |      |
| 2002 | Equilibrium                                        | Equilibrium                                      | Clérigo Errol Partridge       | Kurt Wimmer              |      |
| 2002 | Tom and Thomas                                     | Tom y Thomas                                     | Paul Shepherd                 | Esmé Lammers             |      |
| 2003 | The Lord of the Rings: The Return of the King      | El Señor de los Anillos: el retorno del Rey      | Boromir                       | Peter Jackson            |      |
| 2003 | The Big Empty                                      | El gran destino                                  | Cowboy                        | Steve Anderson           |      |
| 2004 | National Treasure                                  | La búsqueda                                      | Ian Howe                      | Jon Turteltaub           |      |
| 2004 | Troy                                               | Troya                                            | Odiseo                        | Wolfgang Petersen        |      |
| 2005 | North Country                                      | En tierra de hombres                             | Kyle                          | Niki Caro                |      |
| 2005 | Flightplan                                         | Plan de vuelo: desaparecida                      | Capitán Marcus Rich           | Robert Schwentke         |      |
| 2005 | The Island                                         | La Isla                                          | Dr. Merrick                   | Michael Bay              |      |
| 2006 | The Dark                                           | n/c                                              | James                         | John Fawcett             |      |
| 2006 | Silent Hill                                        | Silent Hill                                      | Chris Da Silva                | Christopher Gans         |      |
| 2007 | The Hitcher                                        | Carretera al infierno                            | John Ryder                    | Dave Meyers              |      |
| 2007 | Outlaw                                             | Fuera de control                                 | Danny Bryant                  | Nick Love                |      |
| 2007 | Far North                                          | n/c                                              | Loki                          | Asif Kapadia             |      |
| 2010 | Black Death                                        | Garra negra                                      | Ulric                         | Christopher Smith        |      |
| 2010 | Percy Jackson & the Olympians: The Lightning Thief | Percy Jackson y el ladrón del rayo               | Zeus                          | Chris Columbus           |      |
| 2010 | Ca$h                                               | Ca$h                                             | Pyke Kubic Reese Kubic        | Stephen Milburn Anderson |      |
| 2011 | Death Race 2                                       | La carrera de la muerte 2                        | Markus Kane                   | Roel Reiné               |      |
| 2011 | Age of Heroes                                      | Age of Heroes                                    | Jones                         | Adrian Vitoria           |      |
| 2012 | Cleanskin                                          | Amenaza terrorista                               | Ewan                          | Hadi Hajaig              |      |
| 2012 | Soldiers of Fortune                                | Soldado de la fortuna                            | Dimidov                       | Maxim Korostyshevsky     |      |
| 2012 | Mirror Mirror                                      | Blancanieves: Mirror, Mirror                     | El Rey, padre de Blancanieves | Tarsem Singh             |      |
| 2012 | Silent Hill: Revelation 3D                         | Silent Hill: Revelación 3D                       | Christopher Da Silva          | Michael J. Bassett       |      |
| 2014 | Wicked Blood                                       | n/c                                              | Frank Stinson                 | Mark Young               |      |
| 2015 | The Snow Queen: Magic of the Ice Mirror            | n/c                                              | Arrog (Voz)                   | Vladlen Barbe            |      |
| 2015 | Any Day                                            | n/c                                              | Vian                          | Rustam Branaman          |      |
| 2015 | Jupiter Ascending                                  | El destino de Júpiter                            | Stinger Apini                 | Hermanas Wachowski       |      |
| 2015 | Pixels                                             | Pixels: La película                              | General Hill                  | Chris Columbus           |      |
| 2015 | The Martian                                        | Marte                                            | Mitch Henderson               | Ridley Scott             |      |
| 2016 | The Young Messiah                                  | El joven Mesías                                  | Severus                       | Cyrus Nowrasteh          |      |
| 2023 | Knights of the Zodiac                              | Los Caballeros del Zodíaco                       | Alman Kiddo                   | Tomasz Bagiński          |      |
| 2025 | Deep Cover                                         | Actores encubiertos                              | Billings                      | Tom Kingsley             |      |

### Televisión
| 1984      | The Bill (Episodio: "Long Odds")                   | Horace Clark                      | Serie de TV                     |
| 1984      | Punters                                            | Lurch                             | Película para TV                |
| 1985      | Exploits at West Poley                             | Scarred Man                       | Película para TV                |
| 1986      | The Practice (2 episodios)                         |                                   | Serie de TV                     |
| 1988      | The Storyteller (Episodio: "The True Bride")       | The Prince                        | Serie de TV                     |
| 1988      | Troubles                                           | Capt. Bolton                      | Película para TV                |
| 1989      | The Jim Henson Hour (Episodio: "Musicians" )       | Prince                            | Serie de Tv                     |
| 1990      | Screen Two (Episodio: "Small Vones" )              | Vic                               | Serie de TV                     |
| 1990      | Lorna Doone                                        | Carver Doone                      | Película para TV                |
| 1990      | Wedded                                             | Man                               | Película para Tv                |
| 1991      | 4 Play (Episodio: "In the Border Country")         | Smith                             | Serie de TV                     |
| 1991      | Screen One (2 episodios)                           | Gabriel Lewis / Jack Morgan       | Serie de TV                     |
| 1991      | Clarissa (4 episodios)                             | Lovelace                          | Serie de Tv                     |
| 1992      | Inspector Morse (Episodio: "Absolute Conviction")  | Alex Bailey                       | Serie de TV                     |
| 1992      | Fool's Gold: The Story of the Brink's-Mat Robbery  | Micky McAvoy                      | Película para TV                |
| 1992      | My Kingdom for a Horse                             | Steve                             | Miniserie de TV                 |
| 1993      | Sharpe's Rifles                                    | Sargento Richard Sharpe           | Película para TV                |
| 1993      | Sharpe's Eagle                                     | Sargento Richard Sharpe           | Película para TV                |
| 1993      | Lady Chatterley                                    | Mellors                           | Miniserie para TV               |
| 1993      | A Woman's Guide to Adultery                        | Paul                              | Miniserie para TV               |
| 1994      | Jacob                                              | Esaú                              | Película para TV                |
| 1994      | Sharpe's Company                                   | Sargento Richard Sharpe           | Película para TV                |
| 1994      | Sharpe's Enemy                                     | Mayor Richard Sharpe              | Película para TV                |
| 1994      | Sharpe's Honour                                    | Mayor Richard Sharpe              | Película para TV                |
| 1994      | Scarlett                                           | Lord Richard Fenton               | Miniserie para TV               |
| 1995      | Sharpe's Gold                                      | Mayor Richard Sharpe              | Película para TV                |
| 1995      | Sharpe's Battle                                    | Mayor Richard Sharpe              | Película para TV                |
| 1995      | Sharpe's Sword                                     | Mayor Richard Sharpe              | Película para TV                |
| 1996      | Decisive Weapons                                   | Narrador                          | Documental para TV              |
| 1996      | Sharpe's Regiment                                  | Mayor Richard Sharpe              | Película para TV                |
| 1996      | Sharpe's Siege                                     | Mayor Richard Sharpe              | Película para TV                |
| 1996      | Sharpe's Mission                                   | Mayor Richard Sharpe              | Película para TV                |
| 1997      | Sharpe's Revenge                                   | Mayor Richard Sharpe              | Película para TV                |
| 1997      | Sharpe's Justice                                   | Mayor Richard Sharpe              | Película para TV                |
| 1997      | Sharpe's Waterloo                                  | Intendente Coronel Richard Sharpe | Película para TV                |
| 1998      | The Canterbury Tales (Episodio: "Leaving London")  | The Nun's Priest (Voz)            | Serie de TV                     |
| 1999      | Bravo Two Zero                                     | Andy McNab                        | Película para TV                |
| 1999      | Extremely Dangerous                                | Niel Bryne                        | Miniserie para TV               |
| 1999      | The Vicar of Dibley (Episodio: "Spring")           | *él mismo                         | Serie para TV                   |
| 2003      | Henry VIII                                         | Robert Aske                       | Película para TV                |
| 2004      | Pride                                              | Dark (Voz)                        | Película para TV                |
| 2006      | Faceless (Episodio: "Piloto")                      | Eddie Prey                        | Serie para TV                   |
| 2006      | Sharpe's Challenge                                 | Lt Col Richard Sharpe             | Película para TV                |
| 2007      | Once Upon a Time in Iran                           | Narrador                          | Documental                      |
| 2008 2010 | Crusoe (5 episodios)                               | James Crusoe                      | Serie para TV                   |
| 2008      | Sharpe's Peril                                     | Lt Col Richard Sharpe             | Película para TV                |
| 2009      | Red Riding                                         | John Dawson                       | Miniserie para TV               |
| 2010      | The Lost Future                                    | Amal                              | Película para TV                |
| 2011      | Game of Thrones (10 episodios)                     | Eddard "Ned" Stark                | Serie para TV                   |
| 2012      | Missing (8 episodios)                              | Paul Winstone                     | Serie para TV                   |
| 2012      | Accused (Episodio: "Tracie's Story")               | Simon / Tracie                    | Serie para TV                   |
| 2013      | Family Guy (Episodio: No Country Club for Old Men) | Portrait Griffen (Voz)            | Serie para TV                   |
| 2014      | Robot Chicken (Episodio: "Catdog on a Stick")      | Dr. Doom, North, Heathcliff (Voz) | Serie de TV                     |
| 2014 2015 | Legends (20 episodios)                             | Martin Odum                       | Serie de TV                     |
| 2015      | The Frankenstein Chronicles (6 episodios)          | John Marlott                      | Serie de TV También coproductor |
| 2016      | The Untamed (26 episodios)                         | El estaño (Voz)                   | Serie de TV                     |
| 2016      | Medici: Masters of Florence (8 episodios)          | Jacopo de' Pazzi                  | Serie de TV                     |
| 2021      | Snowpiercer                                        | Mr. Wilford                       | Serie Netflix                   |